# Klikoroh borový
Klikoroh borový (Hylobius abietis) je druh brouka z čeledi nosatcovitých. Tento brouk patří mezi významné škůdce jehličnatých stromů, zejména borovic a smrků, a způsobuje rozsáhlé škody na lesních porostech v Evropě.

## Popis
Dospělci dorůstají délky 10–13 mm (bez nosu) a mají tmavě hnědé tělo pokryté žlutohnědými chloupky, které vytvářejí nepravidelné skvrny na krovkách. Hlava je prodloužená do typického nosu (klikorohu). Larvy jsou bílé, zakřivené, beznohé, a dorůstají délky 14–16 mm.

## Výskyt
Klikoroh borový se vyskytuje v celé Evropě a částečně i v Asii. Upřednostňuje prostředí jehličnatých lesů, kde je přítomen zejména na čerstvě vykácených plochách nebo v oblastech poškozených kalamitami.

## Životní cyklus
Samice klade vajíčka do půdy nebo do čerstvých pařezů, kde se larvy vyvíjejí a živí se lýkem a dřevem. Vývoj od vajíčka po dospělce trvá za příznivých podmínek 4–5 měsíců, avšak v chladnějších podmínkách může trvat až dva roky. Dospělí brouci se živí lýkem mladých stromků, což často vede k jejich odumření.

## Škody
Hlavní škody způsobují dospělci, kteří okusem kůry a lýka oslabují stromky, což často vede k jejich uschnutí. Nejvíce ohrožené jsou sazenice vysazené po těžbě. V období kalamit, například po kůrovcových kalamitách, mohou klikorohové způsobit významné hospodářské ztráty.

## Ochrana
Mezi hlavní metody ochrany před klikorohem patří:
- Chemické ošetření sazenic před výsadbou.
- Používání mechanických zábran.
- Biologická kontrola pomocí přirozených nepřátel, jako jsou parazitické vosičky nebo hlístice.[5]